# José Luque
José Juan Luque (Cantillana, 1977. október 16. –) spanyol labdarúgó.

## Pályafutása
José Luque Cantillana városában, Sevilla tartományban született, és itt is kezdte pályafutását a Sevilla utánpótlás csapataiban.
A spanyol élvonalban 1997. március 1-én debütált az Atletico Madrid ellen 3-2 arányban elvesztett bajnokin. Az idény végéig összesen kilenc bajnokin jutott szerephez.
1998 nyarán, miután egy szezont kölcsönben a Badajoz csapatánál töltött, az Atletico Madridhoz szerződött. Eleinte itt is csak a tartalékcsapatban jutott szóhoz, valamint öt hónapot kölcsönben a Albaceténél játszott. 1999 és 2002 között a Matracosok csapatában 55 bajnokin hat gólt szerzett a La Ligában.
2002-ben a Maxi Rodríguezt is soraiban tudó élvonalbeli 
Espanyolhoz szerződött, majd egy rövid másodosztályú kitérőt követően újra visszakerült a legjobbak közé.
Malagában két évet töltött el úgy, hogy közben például a Bernabeuban gólt rúgott Iker Casillas-nak. A góllövést a másodosztályú Ciudad Murcia együttesében folytatta. 20 góllal a legjobb góllövő volt a Segunda Divisionban, a gólkirályi címen Ikechukwu Uchéval osztozott.
2007-ben a szintén második ligás Granada együtteséhez igazolt. Egy idényben 40 bajnokin lépett pályára és 18 gólt szerzett. Ezután újra a Malaga és újra az első osztály következett.
A 2009-2010-es szezont a Segunda Divisionban a Real Murcia csapatánál töltötte, ahol 11 mérkőzésen lépett pályára.
2011 februárjában igazolta le a Diósgyőri VTK.
Debütálása piros-fehérben a szezon tavaszi nyitányán, Március 5.-én a Rákospalotai EAC elleni mérkőzésen történt, amit végigjátszott. A borsodi gárda 3-0-ára verte budapesti ellenfeleiket. Nem sokat kellett várni első diósgyőri góljára; Április 10.-én a DVSC-DEAC 0-2-es legyőzésében a második gólt vállalta magára, a 75. percben. Május 21.-én megszerezte első dupláját, a Hajdúböszörmény 4-0-ás megsemmisítésénél. Előbb a '6., majd a '87. percben találta meg a hálót. A borsodi klubbal megnyerte a másodosztály küzdelmeit, a 2011/12 szezontól pedig már az NB I-ben bizonyíthatott.
Már a szezon első bajnokiján eredményes volt, a 42. percben szerzett góljával tette hozzá magáét a Zalaegerszeg 4-1-es legyőzéséhez. Egy héttel később, Július 24.-én az ő egyenlítőgóljával vitt el egy pontot a Ferencváros otthonából a csapat. Augusztus 13.-án, a Lombard Pápai elleni hazai bajnokin megszerezte első piros lapját, két begyűjtött sárga lap után. A következő mérkőzésen eltiltás miatt nem vehetett részt, azonban visszatérését góllal koronázta meg, aminek köszönhetően a DVTK otthon tartotta a 3 pontot a BFC Siófok ellen. Találatát a mérkőzés hajrájában, a '80. percben szerezte.
Szeptember 25.-én, Luque '16. percben lőtt góljával szerzett vezetést a DVTK, a Győri ETO otthonában, egy végül 0-2-re megnyert mérkőzésen. Október 28.-án, a Haladás csapata elleni bajnoki egyetlen gólját Luque szerezte, a '43. percben, amellyel a DVTK nyerni tudott. A Zalaegerszeg ellen Luque révén szerzett vezetést a csapat a félidő derekán. A mérkőzés egyébként 1-1-re végződött, a ZTE is egy büntetővel tudott gólig jutni.
Luque lőtte a Diósgyőr második gólját a Ferencvárosi elleni, hazai bajnokin, amit végül 2-3-ra vesztett a csapat, a 17. Fordulóban. Második büntetőgóljával szerezte meg a DVTK a vezetést a Lombard Pápa elleni idegenbeli, Március 17.-ei bajnokin, amit végül 1-2-re nyert a klub. Május 4.-én, a Pécsi MFC otthonában ismét Luque révén került előnybe a DVTK, ezúttal a '2. percben. Végül 1-2-re tudott nyerni a miskolci együttes. A DVTK 7. helyen zárta a bajnokságot, Luque 9 alkalommal volt eredményes, ezzel ő lett a csapat házigólkirálya.
A 2012/13-as szezonban a csapat első idegenbeli gólját Luque szerezte, a 2. Fordulóban a Budapest Honvéd elleni, 2-1-es vesztes mérkőzésen. November 9.-én, a Pécsi MFC ellen 1-0-ás vesztésre állt a csapat, amikor azonban a '88. percben büntetőt ítélt Kassai játékvezető. Luque értékesítette a büntetőt, ezzel megszerezvén egy pontot a Diósgyőrnek, illetve maga harmadik büntetőgólját. Március 9.-én, a Kaposvár elleni hazai bajnokin szerzett gólja a 22. percben végül 1 pontot ért a csapatnak. Április 7.-én, a Videoton elleni hazai mérkőzésen Luque révén szerzett vezetést a DVTK. A Spanyol duó másik fele, Fernando 10 perccel később szintén eredményes volt, és nyert a Diósgyőr. Május 4.-én, 1-3-as eredményből állt fel a DVTK két góllal, amiből az egyiket Luque szerezte, büntetőből, a '77. percben.  Utolsó gólját Miskolcon igazi Luquéhoz illő módon szerezte, a Kecskemét ellen, büntetőből, a '82. percben. A találat végül győztesnek bizonyult. Ez volt Luque ötödik találata a tizenegyespontról, és a hatodik alkalom, hogy gólja pontot ért a csapatnak. 6 góllal zárta a szezont, amivel holtversenyben ismét övé vólt a házigólkirályi cím, ezúttal Tisza Tiborral kellett osztozniuk rajta.
Mindössze 2 olyan bajnoki volt, ahol Luque betalált, és a csapat kikapott, a Budapest Honvéd ellen 2012. Augusztus 5.-én, és a Ferencváros ellen, 2011. November 27.-én.
Diósgyőrben töltött kettő és fél év alatt a bajnokság egyik legjobb játékosává és a szurkolók kedvencévé vált. A DVTK mezében 59 bajnokin 18 gólt lőtt.
A 2012-2013-as idény végén jelentette be visszavonulását. A szurkolók utolsó mérkőzésén a 77. percben (ez volt a mezszáma) felállva éltették, visszavonulása után mezét a klub 2023-ig visszavonultatta.

## Sikerei, díjai
Atlético de Madrid
- Segunda División: bajnok 2001–02

Diósgyőri VTK
- NB II: 2010–11